# 蒙屈克
蒙屈克（法語：Montcuq，法語發音：[mɔ̃kyk]）是法国洛特省的一个旧市镇，属于卡奥尔区。2016年1月1日，蒙屈克相邻的另外4个市镇合并为新市镇白色凯尔西地区蒙屈克，蒙屈克为政府驻地。

## 地理
蒙屈克（44°20'19"N, 1°12'35"E）面积32.22 平方千米，位于法国奧克西塔尼大區洛特省，该省份为法国西南部内陆省份，北起顺时针与科雷兹省、康塔爾省、阿韦龙省、塔恩-加龙省、洛特-加龍省和多尔多涅省接壤。
与蒙屈克接壤的市镇（或旧市镇、城区）包括：贝尔蒙泰、法尔格、凯尔西地区巴加、圣庞塔莱翁、拉斯卡巴讷、圣西普里安、圣洛朗洛尔米、蒙洛赞、勒布雷伊、圣克鲁瓦。
蒙屈克的时区为UTC+01:00、UTC+02:00（夏令时）。

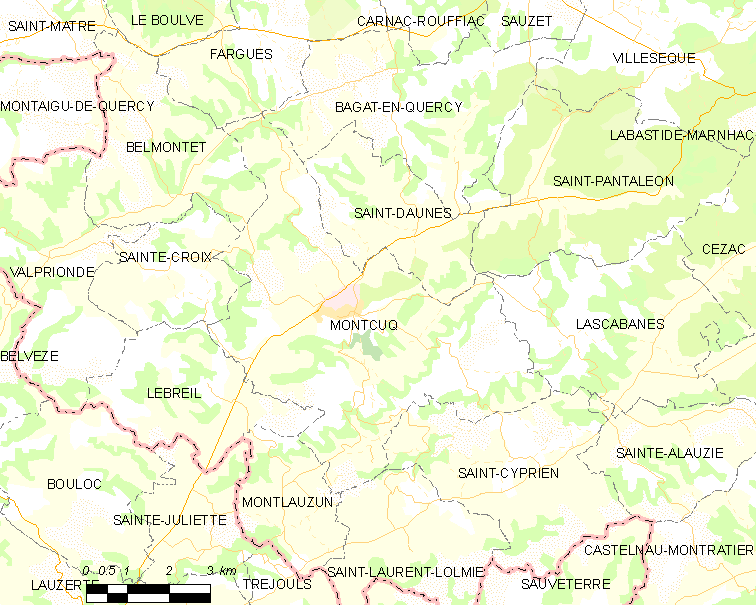
蒙屈克的OSM定位图

## 行政
蒙屈克的邮政编码为46800，INSEE市镇编码为46201。

## 政治
蒙屈克所属的省级选区为吕泽什县。

## 人口

1962-2008年间蒙屈克人口变化图示

蒙屈克于2018年1月1日时的人口数量为1220人。